# Pretty Fly for a Rabbi
Pretty Fly for a Rabbi è un singolo di "Weird Al" Yankovic estratto dall'album Running with Scissors ed è la parodia di Pretty Fly (for a White Guy) degli Offspring.

## Significato
La canzone parla di un rabbino "alla moda".
Nella canzone si sentono anche delle citazioni del programma educativo Pee-Wee's Playhouse.
La canzone è stata incisa in Australia.

## Tracce
1. Pretty Fly for a Rabbi – 3:02
2. Amish Paradise – 3:20

## Il video
Venne assemblato un "video" per questa canzone, ma non venne mai trasmesso all'infuori dell'Australia. Il video era composto da alcune scene del concerto "Weird Al" Yankovic Live!.

## Classifiche
| Classifica (1999)             | Posizione massima |
| ----------------------------- | ----------------- |
| Australian ARIA Singles Chart | 67                |